# Paragelia
Paragelia (gr. para – niewłaściwy, gelia – śmiech) – zjawisko spontanicznego, bardzo silnego i niepohamowanego (nawet pomimo silnych starań) śmiechu w nieadekwatnej sytuacji, np. w sądzie, na pogrzebie, podczas mówienia o czyjejś tragedii. Występuje zwykle u osób z objawami schizofrenii lub spektrum autyzmu, często od wczesnego dzieciństwa. Bywa błędnie interpretowana jako brak współczucia lub przejaw złego wychowania czy złośliwość, a w przypadku dzieci bywa surowo karane. Przykład niedostosowania afektu. W łagodniejszej postaci potocznie zwana „głupawką”, może być także objawem dyssemii.
Może także pojawić się po udarze, w stwardnieniu zanikowym bocznym czy stwardnieniu rozsianym.
Może występować z różną częstotliwością – od kilku razy w życiu do przebiegu niemal ciągłego, co musi budzić podejrzenia. Zjawisko jest jednak szczególnie niebezpieczne, jeśli występuje od czasu do czasu, wręcz sporadycznie, ponieważ trudniej jest wtedy domyślić się o istnieniu poważnych problemów zdrowotnych (np. schizofrenik, który od czasu do czasu zaskakuje rodziców nagłymi wybuchami śmiechu opisany przez Antoniego Kępińskiego w rozdziale o schizofrenii prostej, ktoś nagle wybuchający śmiechem na pogrzebie najbliższej osoby czy izolujące się i dziwaczne dziecko padające ze śmiechu słyszące o przypadku czyjegoś zakażenia). 
Śmiech lub chichot w sytuacjach zwykle wywołujących dyskomfort lub śmianie się z brzmienia lub definicji pewnego słowa mogą być wyraźnym sygnałem zespołu Aspergera opisanym w książce T. Attwooda „Zespół Aspergera”.
Nagły wybuch śmiechu może być zarówno spowodowany brakiem sygnałów wewnętrznych (myśli), jak i też być przyczyną przypomnienia sobie jakiegoś „śmiesznego” zdania czy zdjęcia. Osoby, u których zaobserwowano ten objaw mogą nie śmiać się z tego, co inni ludzie uważają za wyjątkowo śmieszne, ponieważ tego nie rozumieją i/lub nie widzą nic zabawnego.